# Гай Валерий Флакк (поэт)
Гай Вале́рий Флакк  (лат. Gaius Valerius Flaccus; родился около 45 года, Патавия — умер около 90 года) — римский поэт, автор незаконченной поэмы «Аргонавтика».

## Биография
Подражал Вергилию; жил в I веке. Родился, как видно из одной эпиграммы Марциала (I, 61; ср. I, 76), в Патавии, посвятил свою эпическую поэму Веспасиану и умер предположительно в 88 году.
Единственное уцелевшее произведение Валерия — его неоконченная эпическая поэма в 8 книгах о походе аргонавтов «Argonauticon libri octo», написанная в подражание «Аргонавтике» Аполлония Родосского, поэта Александрийской эпохи. Латинский автор местами дословно передает подлинник, местами дополняет его, вводя новые лица, развивая отдельные положения. Так, упуская из виду географические подробности поэмы Аполлония Родосского, Валерий Флакк развивает в романтическом духе эпизод пребывания Ясона в Колхиде. В первой книге прощание Ясона и убийство его родителей служат поэту предлогом для риторических приемов изложения. Особенно подробно рассказано пребывание аргонавтов в Лемносе и вообще приключения героев до прибытия их во владения Ээта. Восьмая книга обрывается просьбой Медеи о том, чтобы Ясон взял её с собой, возвращаясь домой. Завершил поэму Валерия Пий Болонский, автор эпохи Возрождения.
Поэма Валерия Флакка была неизвестна в Средние века. Впервые в 1416 году, во время Констанцского собора, Поджо Браччолини открыл в Санкт-Галльском монастыре рукопись первых трёх и начала четвертой книги. Впервые поэма была издана в 1472 году в Болонье Уго Ругерием и Домиником Бертохом. Позже она переводилась на немецкий, английский и итальянский языки; на русский язык переводились лишь отрывки, а в 2013 году — книга I.
На стихе Флакка заметно влияние Овидия, на стиле — Вергилия и сентиментально - патетической риторики (в поэме много речей).

## Тексты и переводы
- Латинский текст
- Английский перевод Мозли в серии «Loeb classical library» (под № 286): см. онлайн
- В серии «Collection Budé» поэма опубликована в 2 томах.

Русский перевод отрывков:
- Сведения о Скифии и Кавказе // ВДИ. 1949. № 2. С. 340—351.
- Валерий Флакк. Аргонавтика. Книга I / Пер. под ред. А. В. Подосинова. — М.: Импэто, 2013. — 104 с.